# Lebanese Basketball League 2022-2023
La Lebanese Basketball League 2022-2023, conosciuta per motivi di sponsorizzazione anche con il nome di Spins Lebanese Basketball League 2022-2023 è  stata la 27ª edizione del massimo campionato libanese di pallacanestro maschile.

## Squadre partecipanti
| Squadra          | Città                  | Arena                                       | Allenatore      | Capacità |
| ---------------- | ---------------------- | ------------------------------------------- | --------------- | -------- |
| Al-Riyadi Beirut | Beirut (Manara)        | Saeb Salam Arena                            | Ahmad Farran    | 2.500    |
| Antranik Y.A.    | Antelias               | AGBU Demirdjian Center                      | Sabah Khoury    | 2.000    |
| Atlas Ferzol     | Ferzol                 | St Joseph des Soeurs Antonines Arena Zahleh | Elie Nasr       | 2.000    |
| Beirut Club      | Beirut (Chiyah)        | Chiyah Stadium                              | Ahmad Yammout   | 2.000    |
| Byblos Club      | Byblos                 | Michel Sleiman Sports Village               | Georges Yaacoub | 1.500    |
| CS Maristes      | Dik El Mehdi           | Champville Club Center                      |                 | 750      |
| Dynamo Lebanon   | Beirut (Saifi Village) | Rockland Arena                              | Jad el Hajj     | 1.000    |
| Homenetmen       | Mezher                 | Homentmen Mezher                            | Joe Moujaes     | 1.000    |
| Hoops Club       | Jdeideh                | Michel El Murr Complex                      | Ziad el Natour  | 1.750    |
| Louaize Club     | Zouk Mosbeh            | Louaize Stadium                             |                 | 1.000    |
| NSA Club         | Jounieh                | Fouad Chehab Stadium                        |                 | 1.230    |
| Sagesse          | Beirut (Achrafieh)     | Antoine Choueiri Stadium                    | Joe Ghattas     | 5.000    |

## Stagione regolare
| Pos. | Lebanese Basketball League 2022-23 | Lebanese Basketball League 2022-23 | Lebanese Basketball League 2022-23 | Lebanese Basketball League 2022-23 | Lebanese Basketball League 2022-23 | Lebanese Basketball League 2022-23 | Lebanese Basketball League 2022-23 | Lebanese Basketball League 2022-23 |
| Pos. | Squadra                            | G                                  | V                                  | S                                  | PF                                 | PS                                 | Dif.                               | Stato                              |
| ---- | ---------------------------------- | ---------------------------------- | ---------------------------------- | ---------------------------------- | ---------------------------------- | ---------------------------------- | ---------------------------------- | ---------------------------------- |
| 1    | Dynamo Lebanon                     | 22                                 | 21                                 | 1                                  | 2006                               | 1529                               | +477                               | Qualificato fase 2                 |
| 2    | Sagesse                            | 22                                 | 20                                 | 2                                  | 2089                               | 1529                               | +560                               | Qualificato fase 2                 |
| 3    | Beirut Club                        | 22                                 | 18                                 | 4                                  | 2030                               | 1658                               | +372                               | Qualificato fase 2                 |
| 4    | Al-Riyadi Beirut                   | 22                                 | 17                                 | 5                                  | 2086                               | 1705                               | +381                               | Qualificato fase 2                 |
| 5    | CS Maristes                        | 22                                 | 10                                 | 12                                 | 1607                               | 1760                               | -153                               | Qualificato fase 2                 |
| 6    | Louaize Club                       | 22                                 | 10                                 | 12                                 | 1707                               | 1861                               | -154                               | Qualificato fase 2                 |
| 7    | Hoops Club                         | 22                                 | 9                                  | 13                                 | 1639                               | 1619                               | +20                                | Qualificato fase 2                 |
| 8    | Homenetmen                         | 22                                 | 8                                  | 14                                 | 1728                               | 2014                               | -286                               | Qualificato fase 2                 |
| 9    | Antranik Y.A.                      | 22                                 | 7                                  | 15                                 | 1688                               | 1987                               | -299                               |                                    |
| 10   | NSA Club                           | 22                                 | 6                                  | 16                                 | 1651                               | 1779                               | -128                               |                                    |
| 11   | Atlas Ferzol                       | 22                                 | 4                                  | 18                                 | 1691                               | 2052                               | -361                               | Play-out                           |
| 12   | Byblos Club                        | 22                                 | 2                                  | 20                                 | 1588                               | 2017                               | -429                               | Retrocesso                         |

## Seconda fase
Le prime otto classificate della stagione regolare hanno guadagnato l'accesso per la seconda parte del campionato. In questa fase le squadre sono state divise in due gruppi da quattro squadre ciascuno. Al termine dei gironi, che prevedono una formula ad andata e ritorno, le prime due classificate di ogni girone ottenne l'accesso per la Final Four.
Gruppo A
|    | Squadra          | G | V | P | PF  | PS  | P.ti |
| -- | ---------------- | - | - | - | --- | --- | ---- |
| 1. | Al-Riyadi Beirut | 6 | 6 | 0 | 621 | 476 | 12   |
| 2. | Dynamo Lebanon   | 6 | 4 | 2 | 548 | 501 | 8    |
| 3. | Homenetmen       | 6 | 1 | 5 | 490 | 604 | 2    |
| 4. | Louaize Club     | 6 | 1 | 5 | 506 | 575 | 2    |

Gruppo B
|    | Squadra     | G | V | P | PF  | PS  | P.ti |
| -- | ----------- | - | - | - | --- | --- | ---- |
| 1. | Sagesse     | 6 | 6 | 0 | 617 | 431 | 12   |
| 2. | Beirut Club | 6 | 3 | 3 | 531 | 451 | 6    |
| 3. | Hoops Club  | 6 | 3 | 3 | 522 | 526 | 6    |
| 4. | CS Maristes | 6 | 0 | 6 | 331 | 555 | 0    |

## Final Four
Le quattro qualificate per l'ultima fase del campionato, si sono prima affrontate nelle semifinali in delle serie al meglio delle cinque partite, mentre le squadre arrivate alla finale si sono giocate il titolo in una serie al meglio delle sette partite.
|  | Semifinali       | Semifinali       | Semifinali | Semifinali | Semifinali | Semifinali | Semifinali |  |  | Finale           | Finale           | Finale | Finale | Finale | Finale | Finale |  |
|  |                  |                  |            |            |            |            |            |  |  |                  |                  |        |        |        |        |        |  |
|  | Al-Riyadi Beirut | Al-Riyadi Beirut | 86         | 93         | 96         | –          | –          |  |  |                  |                  |        |        |        |        |        |  |
|  | Sagesse          | Sagesse          | 81         | 89         | 93         | –          | –          |  |  | Al-Riyadi Beirut | Al-Riyadi Beirut | 78     | 92     | 82     | 106    | 77     |  |
|  | Dynamo Lebanon   | Dynamo Lebanon   | 88         | 95         | 98         | –          | –          |  |  | Dynamo Lebanon   | Dynamo Lebanon   | 87     | 84     | 73     | 79     | 71     |  |
|  | Beirut Club      | Beirut Club      | 81         | 87         | 83         | –          | –          |  |  |                  |                  |        |        |        |        |        |  |

| Lebanese Basketball League 2022-2023 |
| ------------------------------------ |
| Riyadi Beirut 17º titolo             |

## Premi stagionali
| Premio                      | Giocatore         | Squadra          | Fonte |
| --------------------------- | ----------------- | ---------------- | ----- |
| MVP                         | Cliff Alexander   | Sagesse          | [ 3 ] |
| MVP Finali                  | Duop Reath        | Al-Riyadi Beirut | [ 3 ] |
| Guardia dell'Anno           | Zach Lofton       | Dynamo Lebanon   | [ 3 ] |
| Ala dell'Anno               | Sergio El Darwich | Sagesse          | [ 3 ] |
| Centro dell'Anno            | Cliff Alexander   | Sagesse          | [ 3 ] |
| Miglior Difensore           | Karim Zeinoun     | Al-Riyadi Beirut | [ 3 ] |
| Miglior giocatore libanese  | Wael Arakji       | Al-Riyadi Beirut | [ 3 ] |
| Miglior giocatore straniero | Cliff Alexander   | Sagesse          | [ 3 ] |
| Sesto uomo dell'anno        | Amir Saoud        | Al-Riyadi Beirut | [ 3 ] |
| Giocatore più migliorato    | Jimmy Salem       | CS Maristes      | [ 3 ] |
| Nuovo arrivato dell'anno    | Jordan Jackson    | Beirut Club      | [ 3 ] |
| Miglior allenatore          | Jad El Hajj       | Dynamo Lebanon   | [ 3 ] |

| Primo quintetto stagionale | Primo quintetto stagionale |
| -------------------------- | -------------------------- |
| Wael Arakji                | Al-Riyadi Beirut           |
| Zach Lofton                | Dynamo Lebanon             |
| Sergio El Darwich          | Beirut Club                |
| Cliff Alexander            | Sagesse                    |
| Duop Reath                 | Al-Riyadi Beirut           |

| Secondo quintetto stagionale | Secondo quintetto stagionale |
| ---------------------------- | ---------------------------- |
| Ali Mezher                   | Sagesse                      |
| Amir Saoud                   | Al-Riyadi Beirut             |
| Kevin Murphy                 | Al-Riyadi Beirut             |
| Kerwin Roach                 | Sagesse                      |
| Ali Haidar                   | Beirut Club                  |